# Live Recordings 2004
Live Recordings 2004 – druga płyta brytyjskiego zespołu rockowego Keane. Wydana wiosną 2005 roku zawiera nagrania zarejestrowane podczas trasy koncertowej zespołu w 2004 roku po Europie.

## Twórcy
- Tim Rice-Oxley
- Tom Chaplin
- Richard Hughes

W pisaniu piosenek This Is the Last Time oraz Bedshaped uczestniczył również James Sanger.

## Lista utworów
1. „Somewhere Only We Know”
2. „We Might as Well Be Strangers”
3. „Allemande”
4. „This Is the Last Time” (Acoustic)
5. „Everybody’s Changing”
6. „Bedshaped”